# Daniel Jiménez
Daniel Jiménez est un boxeur porto-ricain né le 21 novembre 1969 à Camuy.

## Carrière
Passé professionnel en 1988, il devient champion du monde des poids super-coqs WBO le 9 juin 1993 après avoir battu aux points Duke McKenzie. Jiménez conserve son titre face à Felix Garcia Losada, Cristobal Pascual et Harald Geier avant de perdre aux points contre Marco Antonio Barrera le 31 mars 1995. Descendu dans la catégorie de poids inférieure, il s'empare à nouveau de la ceinture WBO aux dépens du ghanéen Alfred Kotey le 21 octobre 1995. Vainqueur ensuite de Drew Docherty, il perd ce second titre contre Robbie Regan le 26 avril 1996 et met un terme à sa carrière en 2002 sur un bilan de 30 victoires, 13 défaites et 1 match nul.